# Sclerocactus polyancistrus

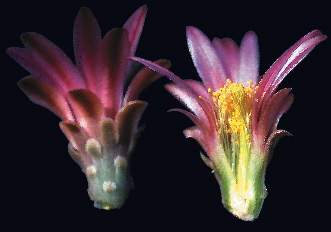
Blüten von Sclerocactus polyancistrus.

Sclerocactus polyancistrus ist eine Pflanzenart der Gattung Sclerocactus in der Familie der Kakteengewächse (Cactaceae). Englische Trivialnamen sind „Hermit Cactus“, „Many-Hooked Viznagita“, „Many-Spined Devil´s-Claw Cactus“ und „Mojave Devil´s-Claw Cactus“.

## Beschreibung
Der kugelförmige bis zylindrisch wachsende Sclerocactus polyancistrus wird 5 bis 45 cm lang und 5 bis 15 cm breit. Er hat zehn bis zwölf variable, 5 bis 13 cm lange Zentraldornen, davon sind sechs bis acht gehakt. Es gibt 10 bis 16 Randdornen. Die großen, trichterförmigen Blüten sind 5 bis 10 cm lang und weisen einen Durchmesser von 7,5 bis 9 cm auf. Die Blütenhüllblätter sind rosa- bis violettfarben.
Sclerocactus polyancistrus wächst an einigen Orten zusammen mit dem nahe verwandten Sclerocactus nyensis. Beide Vertreter der Sektion Sclerocactus blühen zur gleichen Zeit, jedoch sind keine Hybriden bekannt. Die Blütezeit beginnt in der Mojave-Wüste Ende März. Die Bergformen blühen von Mai bis Juni. Populationen der Barstow Gegend sind in den letzten Jahren durch Insektenbefall (Yosemita graciella oder Monellina gigas (R. May 1982)) fast vollständig zerstört. Die Typart der Sektion Sclerocactus Sclerocactus polyancistrus ist einer der Giganten der Mojave-Wüste. Zusammen mit dem fast 1000 Jahre alt werdenden Josuabaum (Yucca brevifolia) bilden sie ein grandioses Naturschauspiel. Die höher gelegenen Formen von Sclerocactus polyancistrus sind bei trockenem Stand winterhart bis minus 20 °C.

## Verbreitung

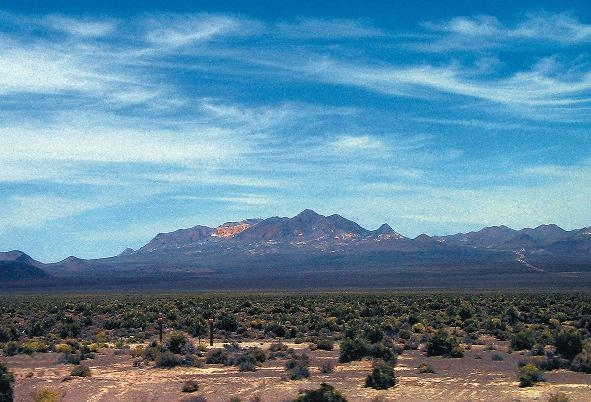
Verbreitungsgebiet in Nevada.

Sclerocactus polyancistrus ist in der Mojave-Wüste und in der Great-Basin-Wüste in Kalifornien und Nevada in Höhenlagen zwischen 500 und 2600 Metern verbreitet. Er wächst auf flachen Hügeln in der typischen „Sagebrush-Wüste“ im offenen „Juniper-Pinyon Waldland“ und ist vergesellschaftet mit Sclerocactus nyensis, Echinocactus polycephalus, Micropuntia-Arten, Escobaria vivipara var. desertii, Echinocereus engelmannii, Yucca brevifolia und verschiedenen Opuntia-Arten.

## Systematik
Die Erstbeschreibung durch die amerikanischen Botaniker George Engelmann und John M. Bigelow unter dem Namen Echinocactus polyancistrus ist 1857 veröffentlicht worden. Die amerikanischen Botaniker Nathaniel L. Britton und Joseph N. Rose stellten die Art in die Gattung Sclerocactus unter den heute gültigen Artnamen Sclerocactus polyancistrus. Ein weiteres Synonym für die Art ist Pediocactus polyancistrus G.Arp (1972). Die Art Sclerocactus polyancistrus wird innerhalb der Gattung  Sclerocactus in die Sektion Sclerocactus gestellt.

## Gefährdung
Sclerocactus polyancistrus ist gefährdet. In der Roten Liste gefährdeter Arten der IUCN wird die Art als „Least Concern (LC)“, d. h. als nicht gefährdet geführt.

## Bilder
Sclerocactus polyancistrus:

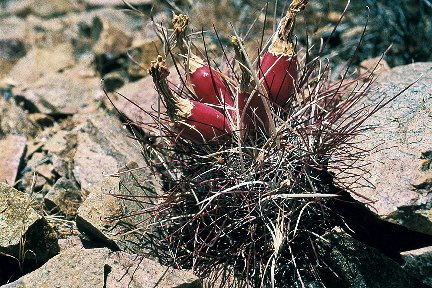
Mit reifen Früchten.
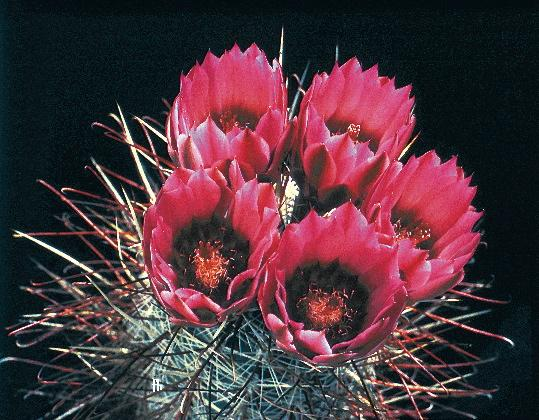
In Kultur.
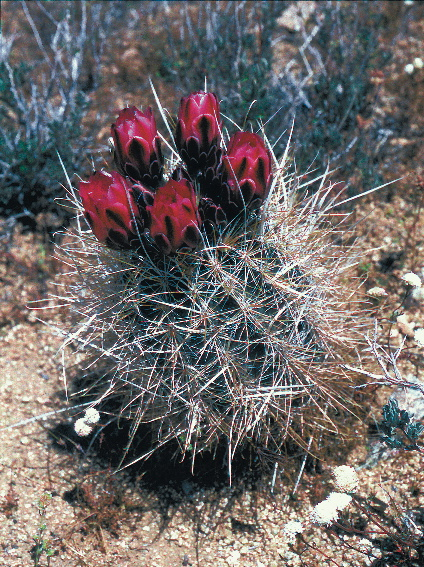
Albino-Form.
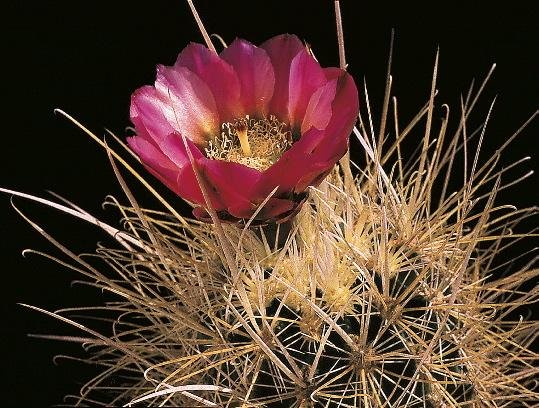
Albino-Form in Kultur.